# Ju Mi Jong
Ju Mi Jong (Mantsjoerije, 7 januari 1921 – † 23 november 2016) was de  voorzitster van de Noord-Koreaanse Chondoïstische Chongu-partij, een partij die geldt als een satellietpartij van de communistische Koreaanse Arbeiderspartij.
Ju Min Jong was ook voorzitster van de Tangunraad (een raad voor hereniging van Noord- en Zuid-Korea, genoemd naar de legendarische Koreaanse koning Tangun).